# Seleção de Ouro (álbum de Gerson Cardozo)
Seleção De Ouro é uma coletânea do Gerson Cardozo, lançado em 2003 pela Line Records.

## Faixas
1. Primeiro Amor
2. Ultimas Lágrima
3. Tu Me Amas Assim
4. Te Encontrar
5. A Tua Morada
6. Em Ti Confio
7. Eterno Amor
8. Como Um Náufrago
9. Não Fique Assim
10. Pro Teu Caso Tem Jeito
11. Respostas
12. Razão de Ser Feliz